# A Love Song for Bobby Long
A Love Song for Bobby Long is een Amerikaanse film uit 2004 onder regie van Shainee Gabel. Het is een verfilming van de (daarvoor niet gepubliceerde) roman Off Magazine Street van Ronald Everett Capps. De zoon van Capps, Grayson Capps, schreef en speelde een deel van de nummers op de soundtrack.
De film ging in première op het filmfestival van Venetië en werd genomineerd voor een Golden Globe voor beste actrice (Scarlett Johansson).

## Verhaal
Pursy Will, een jonge vrouw, voelt zich verwaarloosd in haar relatie. Als ze hoort dat haar drugsverslaafde moeder gestorven is gaat ze naar New Orleans. Haar moeder blijkt al begraven te zijn. Het ouderlijk huis blijkt bewoond te worden door twee vrienden van haar moeder, Bobby Long en Lawson Pines. De twee zijn levensmoeë alcoholisten. Ze weigeren te vertrekken en beweren dat haar moeder het huis aan hen drieën heeft nagelaten. Het weerhoudt Pursy er niet van om ook in het huis te gaan wonen. Ze slaat aan het opruimen wat haar niet in dank afgenomen wordt. De twee mannen proberen haar dan ook het huis uit te krijgen maar langzaam groeïen de drie steeds meer naar elkaar toe.
Pursy komt steeds meer over haar verleden te weten. Bobby is een voormalige professor in de literatuur. Hij verwijt Lawson dat hij door hem aan lager wal is geraakt. Lawson is op zijn beurt van plan om een biografie over Bobby te schrijven maar dit komt niet van de grond. Wel proberen ze Pursy het huis uit te krijgen. Lawson heeft een vriendin en dreigt steeds bij haar in te trekken wat weer tot spanningen met Bobby leidt.
Na verloop van tijd ontdekt ze dat haar moeder het huis alleen aan haar nagelaten heeft. Ook ontdekt ze dat Bobby haar vader is.

## Rolverdeling
| Acteur             | Personage                    |
| ------------------ | ---------------------------- |
| Scarlett Johansson | Purslane (Pursy) Hominy Will |
| John Travolta      | Bobby Long                   |
| Gabriel Macht      | Lawson Pines                 |
| Deborah Kara Unger | Georgianna                   |
| Dane Rhodes        | Cecil                        |
| David Jensen       | Junior                       |
| Clayne Crawford    | Lee                          |
| Sonny Shroyer      | Earl                         |
| Walter Breaux      | Ray                          |
| Carol Sutton       | Ruthie                       |
| Warren Kole        | Sean                         |